# 邁爾斯·布里吉斯
邁爾斯·艾曼紐·布里吉斯一世（英語：Miles Emmanuel Bridges Sr.，1998年3月21日—），美国職業篮球運動員，偶爾也是一個饒舌歌手，於2018年NBA選秀第一輪第12順位被洛杉矶快船選中後被交易到夏洛特黃蜂，現效力NBA夏洛特黃蜂。他在大學時為密西根州立大學斯巴達人效力。作為土生土長的弗林特人，他在轉學至亨廷頓預科學校就讀高二至高四前於高中新秀年為弗林特西南學院效力。2022年因家暴被逮捕，被判3年有期徒刑。

## 早年
邁爾斯於1998年3月21日在弗林特出生，父母為欣希雅和雷蒙德·布里吉斯。他的父親雷蒙德是弗林特北部高中的兩屆州籃球冠軍，他在邁爾斯兩歲的時候就教他打籃球。據邁爾斯所說，他的姐姐塔拉·拉辛是他童年時期的重要人物，就如父母一樣。布里吉斯在於大布蘭克的林地公園學院就讀初中。在12歲時，他在當地的YMCA與未來的高中隊友和教練基思·格雷一起訓練。

## 高中生涯
作為一名新生，布里吉斯為位於他的家鄉密西根州弗林特的弗林特西南學院男子籃球校隊效力。在那裏，他與未來與喬治梅森大學簽約的傑爾·格雷爾和未來承諾就讀密西西比河谷州立大學的約萬·安柏瑞一起打球。他在14歲時身高6英尺4英寸（1.93），當時的場上位置為中鋒。布里吉斯在高中一年級時取得了每場平均10分、11個籃板和3次阻攻，並帶領他的球隊取得了17勝6負，並闖入了地區半決賽。他很快便獲得了由奧克蘭大學發出的運動獎學金。 
在2013年7月，布里吉斯轉會到西維吉尼亞州亨廷顿的亨廷頓預科學校。他被前弗林特鮑爾斯天主教全州最佳陣容後衛賈馮塔·霍金斯鼓勵做出決定，後者也已經轉會到亨廷頓預科學校。 霍金斯說：「擺脫弗林特的暴力和干擾將會幫助他成長和成熟 ，因為他將專注並遠離家人。」在高中二年級，布里吉斯取得了每場平均9.8分、9.9個籃板、2.7次抄截和3.3次助攻，並帶領他的球隊取得了29勝5負的紀錄。 

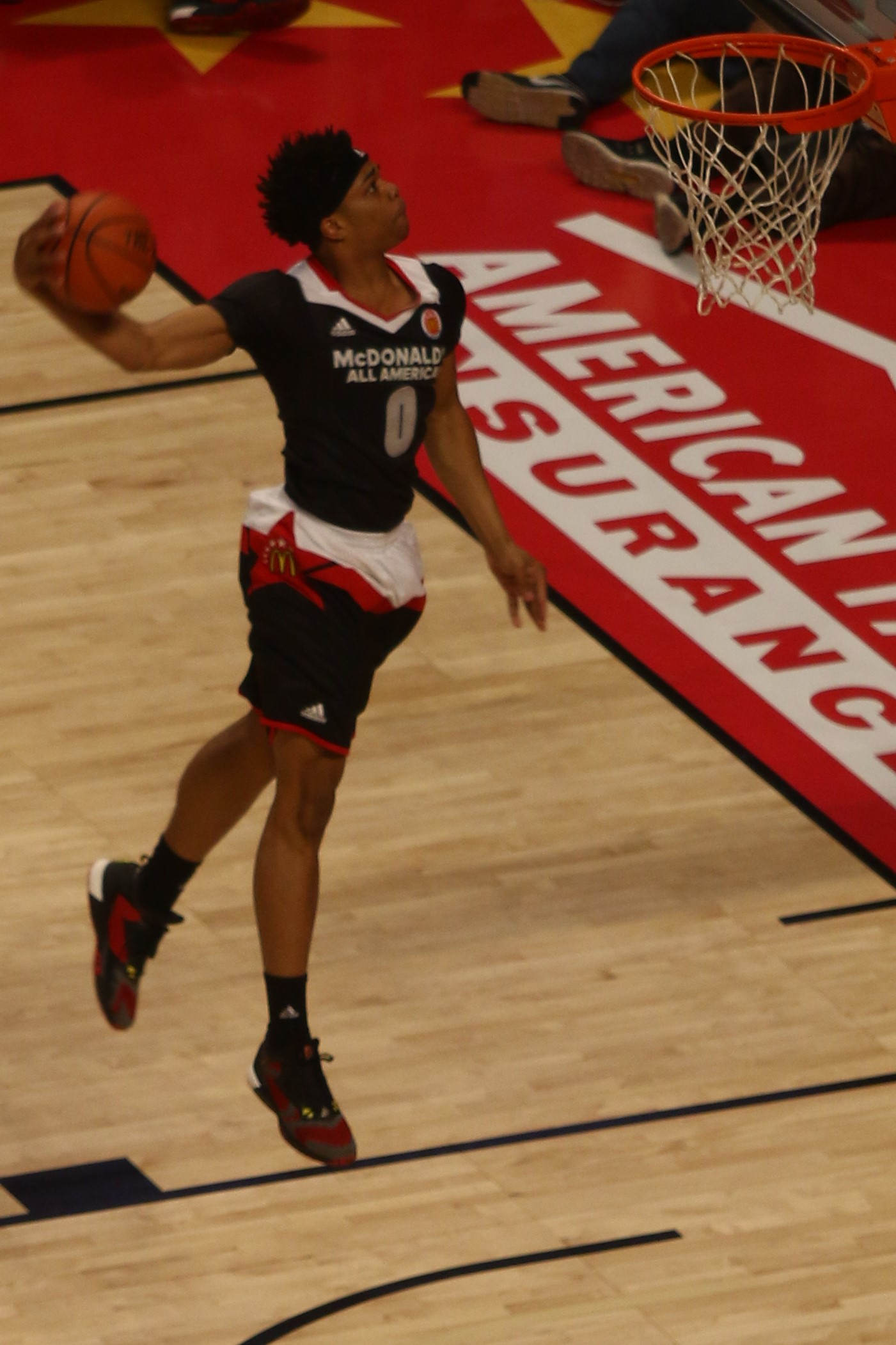
布里吉斯在2016年麥當勞高中全明星賽的一次灌籃

在他的高中三年級，布里吉斯和亨廷頓預科學校參與了在纽约中村基督國王地區高中舉辦的2015年迪克體育用品高中國民錦標賽。在2015年4月2日，亨廷頓預科學校在半準決賽以73–70擊敗杰倫·布朗和5號種子约瑟夫·惠勒高中。在4月3日，布里吉斯在亨廷頓預科學校以61–51輸給1號種子橡樹山學院的準決賽中取得了21分、8個籃板和4次助攻。在賽季裏，布里吉斯在與高中四年級的未來NBA球員湯瑪斯·布萊恩一起參加校隊的時候取得了每場平均15.7分、10.6個籃板、3.5次助攻、2.8次阻攻和2.3次抄截，並帶領他的球隊取得了31勝3負的球隊歷史紀錄。
在2015年夏天，布里吉斯參與了在弗吉尼亚州夏洛蒂鎮约翰·保罗·琼斯竞技场舉辦的NBPA一百強營。高中四年級，布里吉斯取得了每場平均25分、10個籃板、5.2次助攻和2次抄截，並帶領他的球隊取得了25勝11負的紀錄。在2016年1月，布里吉斯入選麥當勞高中全明星賽，並在2016年3月30日於伊利诺伊州芝加哥的联合中心參與了2016年麥當勞高中全明星賽。在以114–107輸給西區隊中，他取得了8分、3個籃板和3次抄截。他也參與了喬丹品牌菁英賽。

## 大學生涯

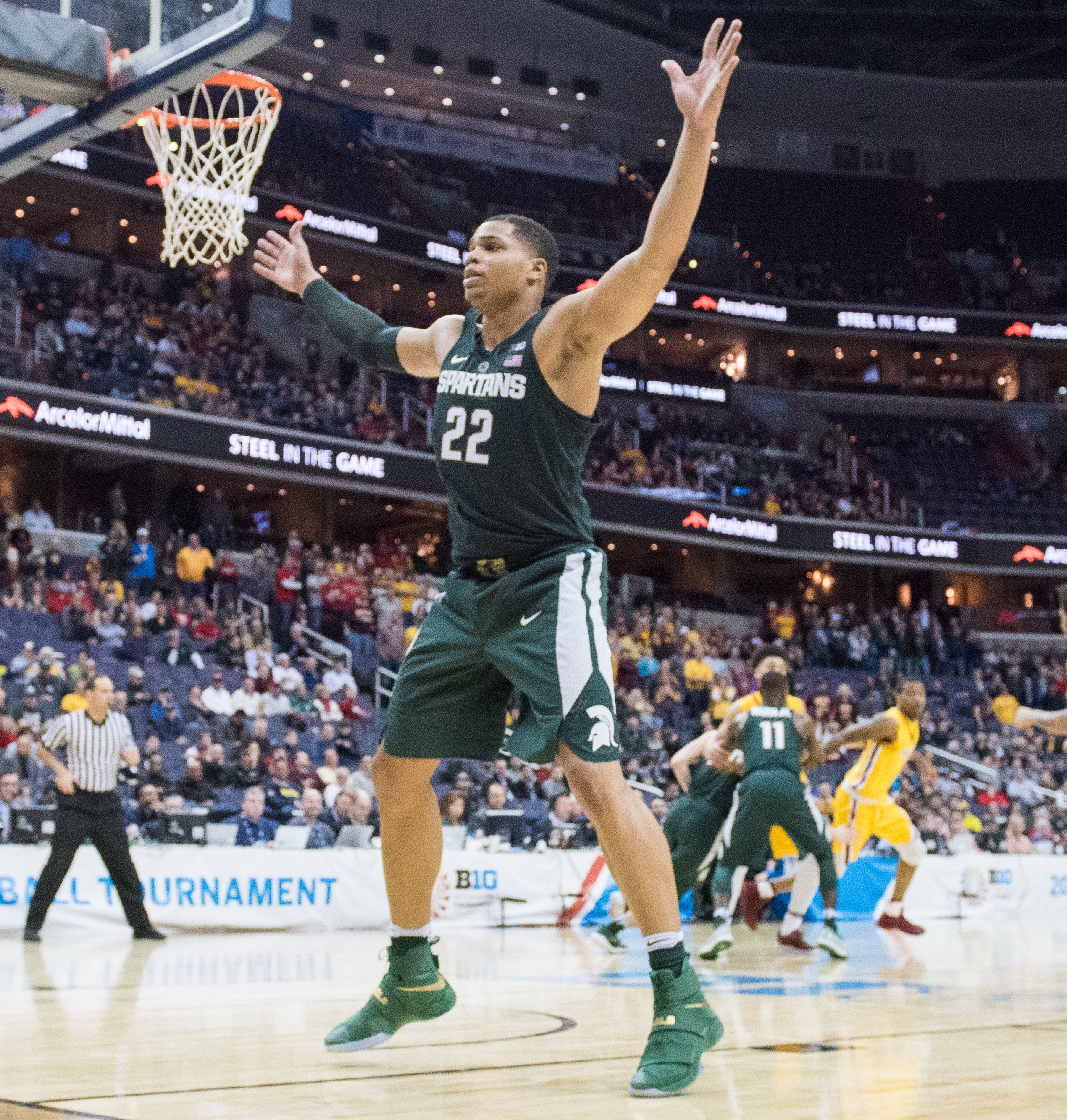
2017年的布里吉斯

布里吉斯是一名五星新兵，並被Rivals.com評為在他的梯次裏第十好的球員。同時，ESPN將他評為在2016年梯次裏第八好的新兵。他放棄了很多學校校隊的邀請，例如肯塔基大學、堪薩斯大學和俄勒岡大學。在2015年8月3日，他確認他將會為密西根州立大學效力。主教練湯姆·伊素給他貼上了「藍領巨星」的標籤，希望他能輕鬆融入球隊。
2016年11月12日，在他對戰亞利桑那大學首次亮相，布里吉斯取得了21分和7個籃板的數據。在11月24日，他於擊敗聖若望取得了22分和抓到了15個籃板。在12月1日，湯姆·伊素確認邁爾斯·布里吉斯由於腳踝受傷，而需要缺陣「最少幾個星期」。布里吉斯在缺席七場比賽後於2017年1月4日重返賽場。在1月24日，他在一場輸給普渡的比賽中，取得了生涯新高33分。 
布里吉斯在賽季裏獲得了五次十大聯盟每週最佳新秀。2017年2月2日，布里吉斯被評為卡爾·馬龍年度最佳大前鋒名單上的10名最佳選手之一。
他獲得了十大聯盟年度最佳新秀和十大聯盟最佳新秀陣容第一隊的榮譽。他也獲選了Sporting News全美新秀最佳陣容。和美國籃球記者協會全區最佳陣容第五隊。他也一致地獲選了美联社十大聯盟最佳新秀和十大聯盟最佳陣容第二隊。
他在賽季裏在每場平均上場32分鐘下，取得了每場平均16.9分、8.3個籃板、2.1次助攻和1.5次阻攻的數據。
在4月13日，布里吉斯宣布他將會在大二賽季回歸密西根州立大學。這一舉動令很多專家將斯巴達人視為2018年全國錦標賽的熱門隊伍，尤其是對於即將到來的新生小杰倫·傑克森。很多人也相信布里吉斯將成為年度最佳球員，並將會是2018年NBA选秀的首五順位。 
在密西根州立於2018年NCAA第一級別男子籃球錦標賽的出局後，布里吉斯宣布放棄剩餘兩年大學資格，並宣布將參與2018年NBA選秀。

### 新秀賽季獎項

#### 季前賽獎項和觀察名單
- Sporting News十大聯盟次好球員
- Sporting News季前十大聯盟最佳陣容第一隊
- Sporting News季前全美最佳陣容第二隊
- MLive季前十大聯盟最佳陣容第二隊[35]
- 卡爾·馬龍獎季前觀察名單[36]
- 阿薩隆體育2016–17年度15大最具影響力大學籃球新秀[37]
- 奈史密斯季前50大球員[38]
- Wendy’s Wooden獎季前名單[39]
- 露天看台體育最大壓力NCAA球員[40]
- College Sports Madness 2016–2017賽季季前十大聯盟最佳陣容第四隊[41]
- College Sports Madness 2016–2017賽季季前十大聯盟最佳新秀[41]

#### 常規賽獎項
- 十大聯盟每週最佳新秀×5[21][22][23][24][25]
- CBS體育十大聯盟每週最佳新秀×2[42]
- 亞特蘭蒂斯之戰（英语：Battles 4 Atlantis）全錦標賽最佳陣容
- 韋曼·蒂斯代爾全國每週最佳新秀[43]
- CBS全國十大新秀[44]
- 馬龍獎十強[45]
- 露天看台體育全國第十一名最佳新秀[46]
- 第五名最佳大一新生梯次的主要球員[47]

#### 賽季末獎項
- CBS十大聯盟最佳新秀[48]
- 十大聯盟年度最佳新秀（教練）[48]
- 十大聯盟年度最佳陣容第二隊（媒體）[49]
- 十大聯盟年度最佳陣容第二隊（教練）[49]
- 十大聯盟年度最佳新秀（媒體）[48]
- Sporting News全美新秀最佳陣容第一隊[50]
- 十大聯盟電視網年度最佳陣容第二隊[51]
- 十大聯盟電視網年度最佳新秀[51]
- FOX體育全國最佳新秀決選名單（第5名）[52]
- 美國籃球記者協會全區最佳陣容[53]
- 卡爾·馬龍獎決選名單[54]
- 美联社十大聯盟最佳新秀
- 美聯社十大聯盟最佳陣容第二隊
- 2017–2018年度十大聯盟最佳陣容第一隊（教練選擇）[55]

#### 球隊內獎項
- 最佳球員（球隊內投票）[56]
- 最佳球員（媒體投票）[56]
- Jumping Johnny Green董事會主席獎[56]

## 職業生涯

### 夏洛特黃蜂 (2018–至今)
2018年6月21日，布里吉斯在2018年NBA選秀第一輪第12順位被洛杉矶快船選中。隨後，他被交易到夏洛特黃蜂，以換取比他高一個順位被選中的的谢伊·吉尔杰斯-亚历山大。在2018年6月2日，黃蜂正式以三年10,896,360美元的合約簽下布里吉斯。布里吉斯參加了2019年NBA灌篮大赛。在2020年2月14日，布里吉斯為美國隊於芝加哥贏得了NBA新秀挑戰賽MVP獎項，而美國隊以151–131取得了對戰國際隊的一場勝仗。
2021年11月20日，在夏洛特黃蜂對戰亚特兰大老鹰的一場敗仗中，布里吉斯取得了生涯新高35分，並抓到了10個籃板。

## 職業生涯數據

### NBA

#### 常規賽
| 賽季    | 球隊 | GP  | GS  | MPG  | FG%  | 3P%  | FT%  | RPG | APG | SPG | BPG | PPG  |
| ------- | ---- | --- | --- | ---- | ---- | ---- | ---- | --- | --- | --- | --- | ---- |
| 2018–19 | CHA  | 80  | 25  | 21.2 | .464 | .325 | .753 | 4.0 | 1.2 | .7  | .6  | 7.5  |
| 2019–20 | CHA  | 65  | 64  | 30.7 | .424 | .330 | .809 | 5.6 | 1.8 | .6  | .7  | 13.0 |
| 2020–21 | CHA  | 66  | 19  | 29.3 | .503 | .400 | .867 | 6.0 | 2.2 | .7  | .8  | 12.7 |
| 2021–22 | CHA  | 80  | 80  | 35.5 | .491 | .331 | .802 | 7.0 | 3.8 | .9  | .8  | 20.2 |
| 生涯    | 生涯 | 291 | 188 | 29.1 | .473 | .346 | .809 | 5.6 | 2.3 | .7  | .7  | 13.4 |

### 大學
| 賽季    | 球隊       | GP | GS | MPG  | FG%  | 3P%  | FT%  | RPG | APG | SPG | BPG | PPG  |
| ------- | ---------- | -- | -- | ---- | ---- | ---- | ---- | --- | --- | --- | --- | ---- |
| 2016–17 | 密西根州立 | 28 | 27 | 32.0 | .486 | .389 | .685 | 8.3 | 2.1 | .7  | 1.5 | 16.9 |
| 2017–18 | 密西根州立 | 34 | 33 | 31.4 | .457 | .364 | .853 | 7.0 | 2.7 | .6  | .8  | 17.1 |
| 生涯    | 生涯       | 62 | 60 | 31.6 | .470 | .375 | .776 | 7.6 | 2.4 | .6  | 1.1 | 17.0 |

## 外部連結
- 邁爾斯·布里奇斯在NBA（英语）
- 邁爾斯·布里奇斯在Basketball-Reference.com（NBA）（英语）
- 邁爾斯·布里奇斯在Sports-Reference.com（NCAA）（英语）
- 邁爾斯·布里奇斯在ESPN（NBA）（英语）
- 邁爾斯·布里奇斯在Eurobasket.com（球員）（英语）
- 邁爾斯·布里奇斯在RealGM（英语）
- 邁爾斯·布里奇斯在Proballers（英语）
- 密西根州立大學斯巴達人簡介 （页面存档备份，存于）
- 美國籃球簡介 （页面存档备份，存于）